# Bắc Samar
Bắc Samar là một tỉnh của Philippines nằm trên vùng Đông Visayas. Tỉnh lị là Catarman. Tỉnh nằm trên phần phía bắc của đảo Samar. Bắc Samar giáp với Samar và Đông Samar, phía tây bắc là qua eo biển San Bernardino là Sorsogon, phía đông là biển Philippines và phía tây là biển Samar.

## Nhân khẩu
Hầu hết cư dân Bắc Samar nói tiếng Norte Samarnon (tiếng Bắc Samar), một biến thể của tiếng Waray-Waray, mặc dù tiếng Cebuano cũng được hiểu rộng rãi, Ngôn ngữ được nói nhiều thứ ba là tiếng Inabaknon trên đảo Capul.

## Hành chính
Tỉnh gồm 24 đô thị tự trị
| - Allen - Biri - Bobon - Capul - Catarman - Catubig - Gamay - Laoang - Lapinig - Las Navas - Lavezares - Lope de Vega | - Mapanas - Mondragon - Palapag - Pambujan - Rosario - San Antonio - San Isidro - San Jose - San Roque - San Vicente - Sivino Lobos - Victoria |